# Joseph Crowley
Joseph Crowley (New York, 16 marzo 1962) è un politico statunitense, membro della Camera dei Rappresentanti per lo stato di New York dal 1999 al 2019.

## Biografia
Nato a New York da genitori irlandesi, Crowley si laureò in scienze politiche e dopo l'adesione al Partito Democratico, venne eletto all'Assemblea di Stato di New York nel 1986, all'età di ventiquattro anni.
Nel 1998 il deputato Thomas J. Manton annunciò il suo ritiro dal Congresso e Crowley si candidò per occupare il suo seggio alla Camera dei Rappresentanti. Riuscì a vincere la competizione e da allora è sempre stato riconfermato dagli elettori, fino al 2018, quando è stato sconfitto da Alexandria Ocasio-Cortez alle primarie in vista delle elezioni di medio termine del 6 novembre.
Crowley è un democratico moderato, che ha votato a favore dell'invasione dell'Iraq ed è membro della New Democrat Coalition.